# Иоанн I (митрополит Киевский)
Митрополит Иоанн I (в схиме Иона) — митрополит Киевский. О митрополите Иоанне сохранилось немного сведений.
По одним источникам, он управлял Киевской митрополией с 1019 года, по другим — не позже 1008 года.
В 1008 году митрополит Иоанн создал две каменные церкви: одну в Киеве во имя святых апостолов Петра и Павла, а другую в Переяславе в честь Воздвижения Честного Креста Господня.
О происхождении его также имеются различные мнения. Одни считали его греком, но, судя по тому, что он 14 июля 1021 года торжественно открыл и прославил мощи русских князей-страстотерпцев Бориса и Глеба и установил празднование их памяти, есть основание предполагать, что он был русским. По другим соображениям, его считали болгарином.
Управлял он Киевской митрополией до 1054 года, а по другим источникам, скончался в 1035 году после 27 лет управления.